# Franz Kandler
Franz Kandler (* 8. August 1878 in Wiese, Österreichisch-Schlesien; † 26. September 1957 in Graz) war ein österreichischer Politiker der Christlichsozialen Partei (CSP).

## Ausbildung und Beruf
Nach dem Besuch der Realschule in Jägerndorf in Böhmen ging er an eine Handelsschule in Graz. Danach besuchte er eine Militärakademie und erlangte das Offizierspatent. Weitere wichtige Meilensteine seines beruflichen Werdegangs waren die folgenden:
- Leutnant bei den Kaiser-Ferdinand-Dragonern in Graz
- 1905: Leitung des Gutes Lannach
- Inhaber der Lannacher Dachziegel- und Tonwarenfabrik
- Kommerzialrat, Ökonomierat

## Politische Funktionen
- Präsident der Landwirtschaftskammer der Steiermark

## Politische Mandate
- 21. Mai 1927 bis 15. Januar 1931: Mitglied des Bundesrates (III. und IV. Gesetzgebungsperiode), CSP